# Az 1956-os forradalom 16 pontja

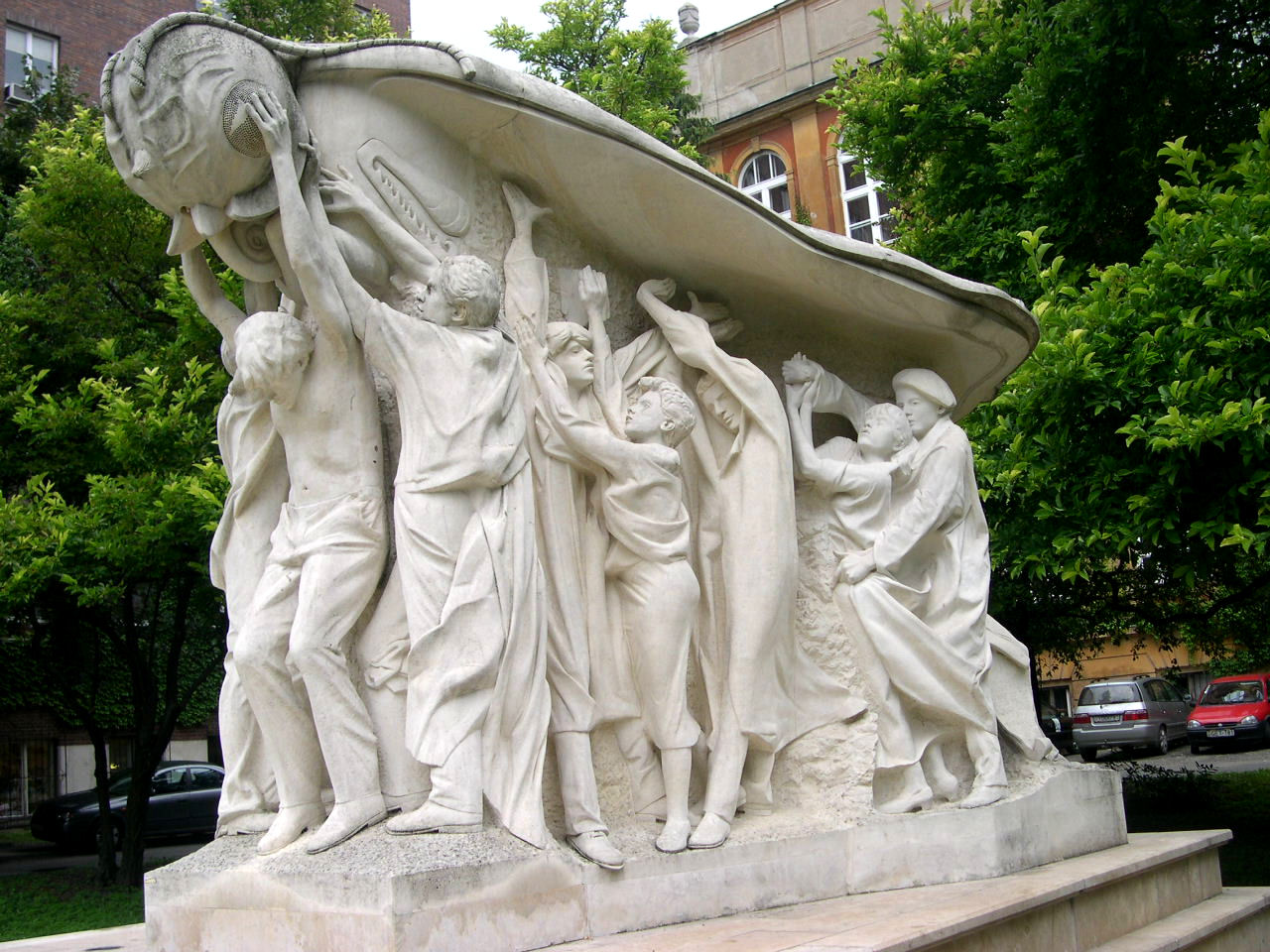
Az 1956-os emlékmű Szegeden, A szabadság pillangóját 19 fiatal megformázott alakja hordozza. Melocco Miklós (továbbá Balogh Miklós, Benke Zoltán, Guth Viktor, Király Lőrinc és Párkányi Ráab Péter) alkotása (1997)

Az 1956-os forradalom 16 pontja az a követeléslista, amelynek első változatát a Szegedi Tudományegyetemen megalakult Magyar Egyetemisták és Főiskolások Szövetsége (MEFESZ) fogalmazta meg 1956. október 20-án, majd a Műegyetemen az ország egyetemeinek küldötteiből alakult diákgyűlés résztvevői öntötték végleges formába október 22-én.
A budapesti egyetemisták és főiskolások október 23-i tüntetésének első állomása a belvárosi Petőfi-szobor volt. Itt olvasták fel a 16 pontot, miután Sinkovits Imre elszavalta a Nemzeti dalt.
Király Béla, Budapest 1956-os katonai főparancsnoka, történész a Mindentudás Egyetemén tartott előadásában a forradalom voltaképpeni programjának nevezte a 16 pontot, amely mint mondta: „futótűzként terjedt el az országban”. Lényeges pont, mondta a történész, hogy a 16 pont nem követelte a kommunista párt betiltását és a szocializmus eltörlését, de követelte a titkos szavazással végrehajtandó általános választásokat, ami azt jelenti, hogy már ekkor lehetségesnek tartották a szocializmus eltörlését.
Bár a budapesti tüntetést megelőző napokban számos helyen fogalmaztak követeléseket (Szegeden és Debrecenben az egyetemen, Miskolcon a város legnagyobb ipari üzemében), mégis a legnagyobb hírnévre a budapesti műszaki egyetemisták pontjai tettek szert. Pedig 1956. október 23-án a műegyetemi pontok teljességét az országban, de még a fővárosban is viszonylag kevesen ismerték. Még arra sem könnyű válaszolni, mit is tartalmaztak a pontok, s pontosan hogyan fogalmaztak szerzőik. Számos változatban (10, 14, 16 pont) váltak ismeretessé – aszerint, hogy a pontokat leíró, lemásoló, sokszorosító diákok épp melyik változatnál kezdtek munkába. A másnapi, október 23-i sajtó tudósításaiból a „legrázósabb” pontok (így a szovjet csapatok kivonására vonatkozó) kimaradtak. A 23-án este a Rádió előtt kitört fegyveres összecsapás egyik fő oka az volt, hogy annak vezetése is megtagadta valamennyi pont beolvasását, hiába követelte azt több ezer tüntető. Az előbb stencilen, később nyomdai úton sokszorosított követelések sok helyre eljutottak Budapesten, a tüntetés során is osztogatták őket, de még az sem feltételezhető reálisan, hogy az utcára vonultak többsége olvasta volna ezeket. Igazán ismertté a következő napokban váltak. A műegyetemi követelések jelentik 1956 alapprogramját.

## A pontok
Már október 21-én a szegedi programgyűlésén kezdték megfogalmazni az egyetemisták 16 pontját. A Hétfői Hírlap 22-én közölte ezek tartalmát. Az első tíz pont az egyetemisták követeléseit tartalmazza, majd hat politikai pont következett. Az első pont követeli, hogy az egyetemi ifjúság káderezését a párt augusztusban hozott értelmiségi határozatának szellemében végezzék. A második pont az egyetem lapjának, a Szegedi Egyetemnek átszervezését követeli, valamint hogy az újság valóban a hallgatók és oktatók véleményét tükrözze. A további pontokban a diákjóléti bizottság munkájáról, a nyelvoktatás fakultatívvá tételéről, a nők honvédelmi oktatásának eltörléséről, keleti és nyugati külföldi utak szervezéséről, utazási kedvezmények megteremtéséről nyilvánítják ki akaratukat. A hat politikai pont a tájékoztatás szabadságát, a fizetések rendezését, a politikai bűncselekményekben a halálbüntetés eltörlését, szabad és demokratikus választásokat tartalmazott. Már aznap kiegészültek ezek az egyetemisták nagyobb politikai szerepének követelésével, hogy március 15. ismét nemzeti ünnep legyen, valamint az egyetemi autonómia kérdéseivel. Ezek közül október 23. estére egyedül a választási pont maradt meg, de jelentősen radikalizálva, miközben az összes többi kicserélődött.
Több szövegváltozat is elterjedt, a pontok sorrendje is változó, valamint ismertek 10, 11, 14, 16 és 17 pontos változatok is. Ennek oka az volt, hogy a késő esti végleges formába öntés után már nem volt olyan kiadó, amelyik a másnapi megjelenést biztosítani tudta volna. Ezért diktálva, kézírással sokszorosították, stencilezve terjesztették.
A MEFESZ 16 pont egyik változata a következő volt:

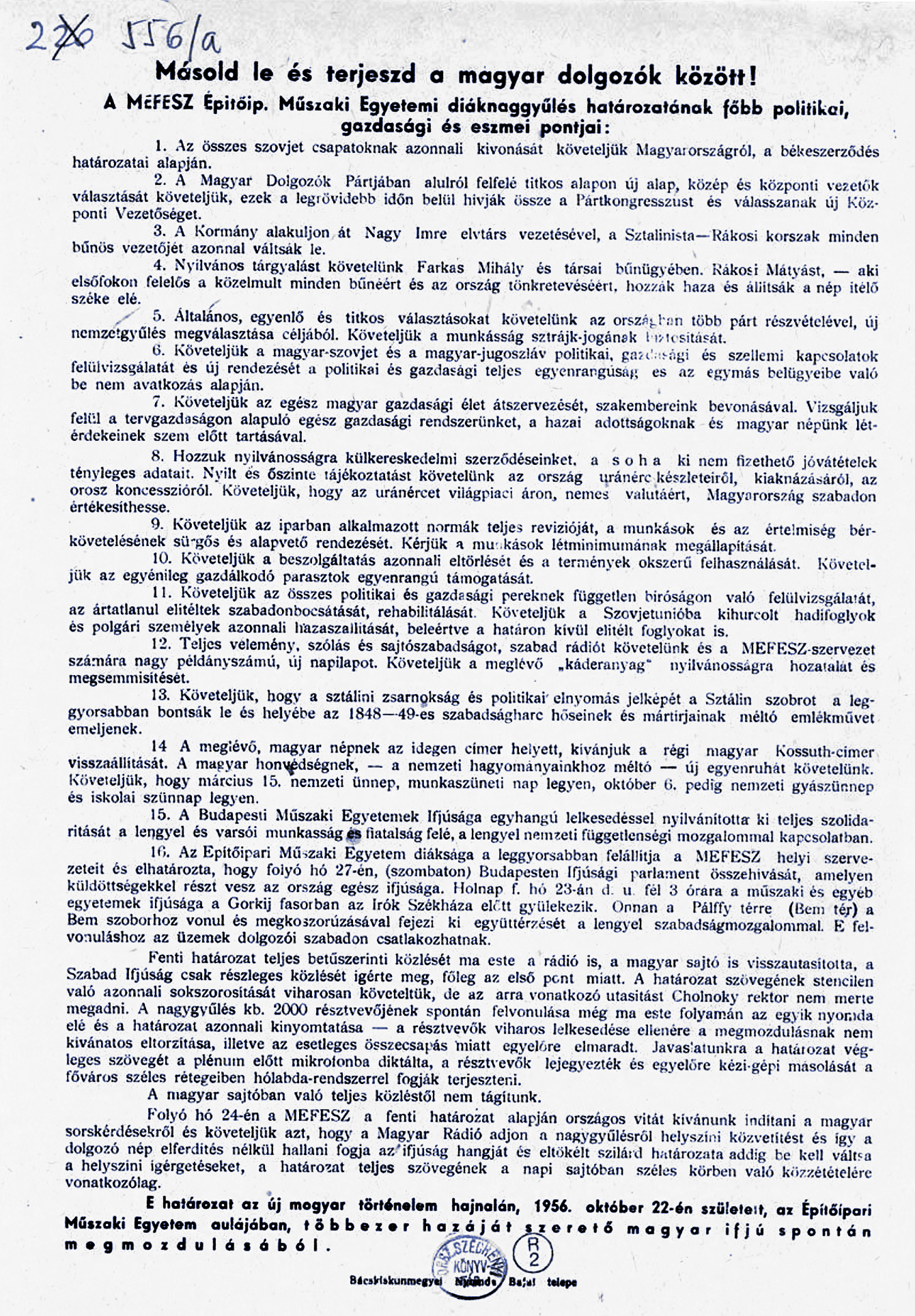
A kinyomtatott 16 pont

1. Vonják ki a szovjet csapatokat ! (Ezt kiáltozták hozzá: „Ruszkik haza!”)
2. Új, alulról kiinduló választások legyenek az MDP-ben! Válasszanak új KV-t (Központi Vezetőséget), hívják össze a pártkongresszust!
3. Nagy Imre alakítson kormányt, a sztálinista-rákosista bűnösöket váltsák le!
4. Nyilvános tárgyalást Farkas Mihály és társai ügyében! Vonják felelősségre Rákosit!
5. Általános, egyenlő, titkos választásokat, több pártot, új nemzetgyűlést, sztrájkjogot!
6. Vizsgálják fölül a magyar–szovjet, illetve a magyar-jugoszláv kapcsolatokat a kölcsönös be nem avatkozás jegyében!
7. Szakemberek bevonásával szervezzék át a gazdasági életet, a hazai adottságok és a nép létérdekei alapján!
8. Hozzák nyilvánosságra a külkereskedelmi szerződéseket (a magyar közvélemény nem tud semmiről), a jóvátétel tényleges adatait, adjanak tájékoztatást a magyar uránról! (az 1947. április 10-ei párizsi békében foglalt jóvátétel tízszeresét rabolták el!)
9. Vegyék teljes revízió alá az ipari normákat, vizsgálják ki a bérköveteléseket, állapítsák meg a munkás létminimumot!
10. Fektessék új alapokra a beszolgáltatás rendszerét, az egyénileg vállalkozók kapjanak a TSZCS-kkel egyenrangú támogatást!
11. Független bíróság vizsgálja felül az összes politikai gazdasági pert, bocsássák szabadon az ártatlanul elítélteket, szállítsák haza a SZU-ba (Szovjetunió) hurcolt foglyokat!
12. Teljes vélemény- és szólásszabadságot, szabad rádiót, MEFESZ újságot! Ismerhesse meg mindenki saját káderadatát!
13. Távolítsák el a Sztálin-szobrot! Helyére 1848–49-es emlékmű kerüljön!
14. Új, nemzeti jellegű címert! A katonáknak új, a magyar hagyományoknak megfelelő egyenruhát! Március 15. legyen nemzeti ünnep, október 6. nemzeti gyászünnep és tanítási szünet!
15. Szolidaritást a lengyel néppel!
16. Október 27-én üljön össze egy országos diákkonferencia, ahol megvitatják a követeléseket!

Hazafias Népfront Somogy megyei Bizottságának Elnöksége 16 Pontja, 1956.október 26-án:
1. Magyarország függetlensége és a belső béke helyre állítása céljából követeljük a szovjet haderők azonnali kivonulásait hazánk területéről.
2. Magyarország teljes semlegességének a biztosítását követeljük minden katonai szövetségben való rész vétel azonnali felmondásával.
3. Kelet és nyugat országaival a teljes egyenjogúság alapján az ENSZ alapokmányaiban lefektetett elvek szerint követeljük nemzeti függetlenségünk biztosítását.
4. A belső megbékélés és a további tragikus magyar vérontás elkerüléséhez múlhatatlanul szükséges felkelő szabadsághős nemzetünk részére a teljes amnesztia biztosítása, és a tragikus október 23-nak nemzeti ünneppé való nyilvánítását. 
5. A jelenlegi parlament, amely nem a nép bizalmából született, azonnali hatállyal jelentse be feloszlását és a Hazafias Népfront által delegált Ideiglenes Nemzetgyűlés dolgozza ki az új választójogi törvényt, amely demokratikus
alapon válassza meg titkos választással a több párt rendszerű új országgyűlést.
4. Az ipari munkásság jobb életkörülményeinek meg valósítása érdekében követeljük a jelenlegi népnyúzó norma- és bérrendszer rendezését, a nyugdíjak, szociális segélyek, családi pótlékok felülvizsgálását és javítását.
7. Követőijük a gyárak és üzemek munkástanácsok kezébe való fokozatos átadását.
8. A dolgozó parasztság helyzetének gyökeres meg változtatása érdekében követeljük a jobbágyrendszerű beszolgáltatás és adózás megváltoztatását és a dézsma eltörlését
9. Teremtsük meg a magyar sajátosságnak megfelelő szövetkezeti formát, a legnagyobb önkéntesség elve alapján.
10. A legteljesebb autonómiájú érdekképviseletet biztosítsuk dolgozó parasztságunk részérő.
11. Követeljük a legteljesebb lelkiismereti és vallásszabadságot.
12. Egész oktatási rendszerünket fel kell szabadítani az egyirányú, merev ideológiai megkötöttségektől.
13. Szellemi életünket (irodalom, sajtó, mfivésxet stb.) szent nemzeti hagyományunkra építsük fel.
14. Követeljük a jelenlegi nemzeti tragédia előidézéséért felelős személyek nyilvános felelősségre vonását, követeljük a sztálinista politika idején politikai vétségek miatt ártatlanul börtönre ítélt személyek azonnali szabadon bocsátását. Egyben követeljük a Szovjetunióban bármilyen címen fogva tartott magyar állampolgárok hazaengedését. 
15. Biztosítani kell, hogy az állami, társadalmi, kulturális és gazdasági élet minden területén érvényesüljön a megfelelő képzettség és rátermettség, pártállástól függetlenül.
16. A Hazafias Népfront legyen a népi-nemzeti egység megtestesítője, a különböző pártok, szervezetek és ezeken kívüliek összefogója.

## Az MSZMP értékelése
A Nagy Imre-per során a 16 pont is szóba került. Az ott elhangzottak alapvetően negatív színben tüntették fel az egyetemisták követeléseit. 
```
„A Műegyetemen uszító, ellenforradalmi 14, illetve 16 pontból álló követelést fogadtattak el. A pontokban »a Szovjetunióba kihurcolt polgári személyekről« szóló vad, rágalmazó részek és ehhez hasonlók voltak. A követelések a rendszer megváltoztatására, a Szovjetunióval való szakításra, Magyarország alkotmányos rendjének felforgatására irányultak. S az ellenforradalom napjai – a fasiszták, háborús bűnösök és közönséges bűnözők szabadon bocsátása, a véres fehérterror, a reakciós pártok szervezkedése és az ellenforradalmi szennylapok jelentkezése – világos választ adtak arra, hogy mit jelentettek ezek a követelések. A felizgatott, félrevezetett egyetemi hallgatókat arra uszították, hogy ezeknek a nyíltan ellenforradalmi tartalmú pontoknak a rádióban való felolvasását követeljék. Jól tudták a tüntetés szervezői, hogy a népi demokratikus állam kormánya nem engedheti rádiójában felolvasni ezeket a követeléseket. Az egész akció célja az volt, hogy a rádió épülete elé nagy tömegeket gyűjtsenek, s ezek fedezéke mögül induljon meg a fegyveres ellenforradalmi csoportok előre megtervezett támadása a Rádió elfoglalására.”
[
3
]
```

## A 16 pont történelmi értékelése
A műegyetemi követelések 10, 14 és 16 pontos változatban ismertek. Tartalmilag  nincs közöttük lényeges eltérés. A pontokat - félig cenzúrázva, a hangvétel radikális élét elvéve - közölte a korszak két jelentős ifjúsági és közéleti lapja a Magyar Ifjúság és a Jövő Mérnöke. A követelések jelentős része a fennálló politikai rendszert alapjaiban érintő változási igényt fogalmazott meg. A fogalmazók az első és legalapvetőbb, egyben legradikálisabb kérdésnek a szovjet csapatok kivonását tekintették. A szovjetek mintegy 100 ezres hadseregének árnyékában nem volt realitása a következő pontokban megfogalmazott és a szabadság alapvető kérdéseit érintő követeléseket megvalósítani.
Az uralkodó állampárt belső megújulását, a kompromittálódott vezetők leváltását összekapcsolták Nagy Imre miniszterelnökké való kinevezésével. A két pont egymás nélkül nem elképzelhető, hiszen Nagy Imre kinevezése a régi rákosista káderektől nem volt elvárható. Nevének említése kétségkívül igazolja a személye iránti bizalmat. Hogy az egyetemisták vele képzelték-e el a reformokat, melyek a következő pontokban megfogalmazódnak vagy neki csupán a demokratikus átmenetet kellett volna biztosítani, a dokumentum nem tárgyalja. Valószínűleg nem volt erről kiforrott elképzelés. Ugyanakkor a fogalmazvány jól körülhatárolható módon igyekszik véleményt alkotni politikai, gazdasági, társadalmi és a nemzeti identitás vonatkozásában is.
Az egyetemisták követelték az összes politikai és gazdasági per felülvizsgálatát, az ártatlanul elítéltek teljes rehabilitációját, a Szovjetunióban fogva tartottak hazaszállítását, a személyzeti anyagok nyilvánosságra hozását. A gyűlölt honvédelmi miniszter, Farkas Mihály felelősségre vonása a műegyetemisták követeléseinek első megszövegezésétől kezdve mindig bekerült a pontok közé. Rákosi Mátyás felelősségének vizsgálata a körülötte kialakult személyi kultusz miatt bátor gondolatnak számított.
A röplap szerkesztői nem feledkeztek meg a szétzilált gazdaság helyreállításáról sem. A tervgazdaság átalakítása mellé a nemzeti érdekű gazdaságpolitika került. Innen érthető az előnytelen külgazdasági kapcsolatok felülvizsgálata és az uránügy kérdésének az említése, mely már régóta gyanút keltett értelmiségi körökben.
A társadalmi visszásságok sem kerülték el a 16 pont megfogalmazóinak figyelmét. A munkások és a parasztság szociális helyzetének javítása mellett utaltak az értelmiség megbecsülésének szükségességére is.
A Sztálin szobor eltávolítása és helyette 1848-as emlékmű állításának kívánalma, továbbá a nemzeti címer helyreállítása és az új katonai egyenruha bevezetése már a nemzeti jelképrendszer megváltoztatásának az igényeként értelmezhető.
A követelések futótűzként terjedtek városszerte. Litauszky István egyetemi hallgató tanúkihallgatási jegyzőkönyve érdekes adalékkal szolgál a 16 pont népszerűségének vonatkozásában.
```
„…a villamos- és buszkalauzok szívesebben vették a felszállóktól a 14 vagy 16 pont szövegét, mint a menetjegy árát. A Bartók Béla úton kitűzték a szöveget a fákra és az épületekre.”
[
5
]
```

Bár a pontok néha esetlegesnek tűnnek, a követelések alapvetően az egyetemi ifjúság radikális és jogos követeléseit közvetítették. "A pontok majd’mindegyike a politikai berendezkedést alapjaiban érintő változtatási igényt fogalmazott meg, ... a gazdasági követelések is a rendszer alapjait kérdőjelezték meg, vagyis a kötött tervgazdaságot. Az egyedüli „szakmai” szempont is itt jelent meg, nevezetesen, hogy a gyűlés résztvevői a gazdasági életet szakértői részvétellel kívánták újjászervezni. ... A diákok programja saját – értelmiségi – megbecsülésük javításán túl az egész társadalomra kiterjedt." 